# Simona Atzori
Pour les articles homonymes, voir Atzori.
Simona Atzori, née le 18 juin 1974 à Milan (Lombardie), est une artiste, danseuse et peintre italienne active au XXIe siècle.

## Biographie
Simona Atzori est une artiste et une danseuse. Née sans bras, elle utilise ses pieds pour dessiner, écrire et effectuer toutes les autres activités quotidiennes.
Des tentatives sont faites pour lui adapter des prothèses à un âge précoce, mais elle les rejette très rapidement en expliquant qu'elle les trouve très lourdes et peu pratiques, et qu'il lui est beaucoup plus facile d'utiliser ses propres pieds pour effectuer des tâches.
Elle commence à peindre à l'âge de quatre ans et son talent est vite remarqué par l'artiste Mario Barzon, qui l'encourage et la soutient. En 1983, elle reçoit une bourse de l’Association artistes de la bouche et du pied du monde.
Un moment déterminant de son début de carrière a été une audience auprès du pape Jean-Paul II, au cours de laquelle elle lui a présenté un portrait du Saint-Père.
En 1996, elle a commencé ses études à l'Université de Western Ontario au Canada. Son cours d'arts visuels lui a permis de combiner les deux passions de sa vie (peinture et danse) et elle a obtenu son diplôme avec mention en 2001.
Le 10 mars 2006, Simona a réalisé une performance dansée au cours de la cérémonie d'ouverture des Jeux paralympiques de Turin.
Au cours des dernières années, Simona a été associée au Pescara Dance Festival et a doté cet événement du prix Atzori attribué aux danseurs et aux chorégraphes. Actuellement elle continue de se produire et d'exposer son travail à travers le monde.

## Publications
- Cosa ti manca per essere felice?, Mondadori , 2017
- Dopo di te, Mondadori, 2014[4].
- La strada nuova. Diventare protagonisti della propria vita, Giunti Editore, 2018[5].